# Fusillade de l'église de Sutherland Springs
La fusillade de Sutherland Springs, dans le comté de Wilson, au Texas (États-Unis), est une fusillade de masse, survenue le 5 novembre 2017 pendant le culte dominical dans une église baptiste, la First Baptist Church.

## Déroulement
À environ 11 h 20 CST, un homme en tenue de combat noire et brandissant un fusil semi-automatique débarque d'un véhicule dans une station-service en face de l'église et commence immédiatement à tirer en direction du bâtiment où se déroule l'office dominical, commencé une vingtaine de minutes auparavant. 
Après avoir traversé la rue, il approche du lieu de culte par la droite et y entre, sans cesser ses tirs qu'il continue à l'intérieur. Il utilise une arme du modèle Ruger AR-15 produit par Colt, une version semi-automatique du fusil d'assaut militaire M16 utilisé par les forces armées américaines. Les tirs sont entendus par plusieurs témoins. 
Lorsque l'attaquant quitte l'église, un habitant de la localité ouvre le feu, dissimulé derrière la voiture d'un voisin. Stephen Willeford, 55 ans, a été prévenu de la fusillade par sa fille aînée alors qu'il faisait la sieste. Ayant tout juste eu le temps de tirer de son armoire forte son propre AR-15, d'approvisionner un chargeur d'une poignée de balles et d'assurer la sécurité de sa famille, il est sorti de chez lui pieds nus et a couru vers l'église en traversant le jardin de ses voisins. Ancien instructeur de la NRA, il a aussitôt reconnu une tenue de combat sans protection latérale et a tiré sur Devin Kelley en visant entre les plaques de kevlar.  
Kelley réplique mais, blessé au côté et à la jambe, il laisse tomber son arme (Stephen Willeford et Johnnie Langendorff parlent tous deux d'un pistolet,) et s'enfuit dans son véhicule. 
Willeford hèle le conducteur d'une camionnette qui passe : Johnnie Langendorff allait rendre visite à sa petite amie quand il a été témoin de l'échange de tirs. Tous deux poursuivent le suspect à grande vitesse pendant environ cinq à sept minutes, dans la direction de la seconde église du village, alors en plein office. Ils sont en contact direct avec la police via le 911. Parvenu dans le comté voisin de Guadalupe, près du village de New Berlin, le fuyard perd le contrôle de son véhicule et, quittant la route près d'un carrefour, termine sa course dans un champ. 
Ses poursuivants observent, à distance, qu'il est inanimé. Selon leur déclaration ultérieure, la police arrive alors et prend le contrôle du lieu de l'accident.

## Victimes
Vingt-six personnes ont été tuées, une vingtaine d'autres blessées. Beaucoup d'enfants figurent parmi les victimes (huit sont morts) car ils revenaient tout juste de l'école biblique du dimanche et se trouvaient au fond de l'église quand le tueur est entré. Douze victimes étaient liées directement ou indirectement à l'Armée de l'Air américaine. Neuf appartenaient à la même famille. Sutherland Springs ne comptant que quelques centaines d'habitants très soudés, c'est l'ensemble de la communauté qui a été touché.
Dennis Johnson, 77 ans, et sa femme Sara, 68 ans, fréquentaient la First Baptist Church depuis onze ans. Dennis Johnnson était l'un des anciens en titre de la communauté. Ancien réserviste de la Marine, vétéran de la Garde Nationale, il était membre de l'American Legion. Sara et Dennis Johnnson avaient six enfants, des petits-enfants et trois arrière-petits-enfants.
Lula Woicinski White, 71 ans, était la grand-mère de l'épouse du tueur. Elle participait activement à la vie de la communauté de la First Baptist Church.
Annabelle Pomeroy, 14 ans, était la fille du pasteur Franck Pomeroy et de sa femme Sherri. Bien que Franck Pomeroy soit le pasteur en titre de la First Baptist Church, lui et sa femme étaient absents le jour du drame.
Haley Krueger, 16 ans, était arrivée avant le culte pour préparer le petit-déjeuner de la communauté. Elle se préparait à une carrière d'infirmière en service néo-natal.
Bryan Holcombe, 60 ans, était un pasteur invité à prêcher ce jour-là en remplacement de Franck Pomeroy. Sa femme Karla, 58 ans, a aussi été tuée.
Parmi les enfants de Karla et Bryan Holcombe, Danny Holcombe, 36 ans, a été tué, ainsi que sa fille Noah, 17 mois.
John Holcombe, autre fils de Bryan et Karla Holcombe, a survécu à la fusillade mais sa femme Crystal, 36 ans, a été tuée en protégeant l'un de ses enfants. Veuve d'un premier mariage, Crystal Holcombe était mère au foyer, faisait l'école à la maison, et était très investie dans la communauté, elle était enceinte de cinq mois de son sixième enfant, Carlin Brite "Billy Bob" Holcombe. Trois autres de ses enfants, Megan, 9 ans, Emily, 11 ans et Greg Hill, 13 ans, ont aussi été tués. Sa fille Evelyn, 7 ans, est parvenue à s'échapper de l'église et à se réfugier chez des voisins.
Tara Elyse McNulty, 33 ans, vivait chez Bryan et Karla Holcombe, qu'elle considérait comme ses parents.
Richard Rodriguez, 64 ans et sa femme Therese, 66 ans, étaient deux membres très actifs de la communauté.
Robert Corrigan, 51 ans, était un vétéran de l'Armée de l'Air américaine. Sa femme Shani, 51 ans, a également été tuée. Tous deux faisaient partie du groupe de louange de la communauté.
Joann Ward, ans, était mère de quatre enfants. Deux d'entre eux, Emily Garza, 7 ans, et Brook Ward, 5 ans, ont été tuées à ses côtés. Son fils Ryland Ward, atteint de cinq coups de feu, a été sauvé par son oncle Michael Ward qui était un voisin de l'église. L'époux de Joann, Chris Ward, en récupération après son travail de nuit, n'assistait pas au culte ce matin-là.
Robert Scott Marshall, 56 ans, était un ancien militaire. Sa femme Karen, 56 ans, était militaire d'active. Tous deux venaient d'emménager à proximité et assistaient au culte à la First Baptist Church pour la première fois.
Peggy Lynn Warden avait 56 ans.
Keith Allen Braden, 63 ans, était issu d'une famille de militaires et travaillait à l'épicerie du coin. Lui et sa femme Debbie étaient des habitués de l'église. Debbie Braden et leur petite-fille âgée de 6 ans ont été blessées au cours de la fusillade.

## Enquête
Cette église avait l'habitude d'enregistrer ses cultes en vidéo pour les poster ensuite sur son site internet. Le New York Times dont certains journalistes ont pu visionner les images, évoque « sept longues minutes » durant lesquelles le tueur a tiré avec un fusil semi-automatique, « ne s'arrêtant que pour recharger (son arme), abattant méthodiquement ses victimes terrifiées » de balles « dans la tête », dans ce qui ressemblait à des « exécutions ».
Les forces de l'ordre trouvent le tireur de l'église mort dans son véhicule, apparemment à la suite d'une blessure par balle. Au début de l'enquête, les autorités déclarent ne pas savoir comment elle a été infligée. Est-ce par le tir de Stephen Willeford lorsque le tireur est sorti de l'église ou bien s'agit-il d'un suicide du tireur ? 
Selon de nombreux médias, dont le Huffington Post, le tireur est rapidement identifié : Devin Patrick Kelley du comté de Comal est un ancien militaire passé en cour martiale en 2012 en raison de violences graves perpétrées à l'encontre de son épouse et de son enfant ; il a été condamné à un an de prison. Il a aussi été dégradé puis renvoyé des rangs de l'US Air Force en 2014. Interné en psychiatrie en 2012 au Nouveau-Mexique, il s'est momentanément échappé « afin de mettre à exécution les menaces de mort qu'il avait proférées contre sa chaîne de commandement militaire », selon le rapport de police de l'époque. Parmi les vingt-six victimes du massacre de Sutherland Springs, douze étaient liées directement ou indirectement à l'US Air Force. 
Il a peut-être également agi en raison d'un différend familial, car sa belle-famille fréquentait cette église. La grand-mère de son épouse, Lula Woicinski White, fait partie des victimes. Michelle Shields, fille de Lula White et belle-mère du tueur, avait reçu des menaces de son gendre par SMS peu de temps avant le drame, mais elle ne se trouvait pas à l'église au moment des faits.
Ses motivations pourraient également être idéologiques, car il s'agissait d'un athée militant et anti-chrétien,. Il avait pourtant enseigné à la Vacation Bible School auparavant, à Kingsville au Texas, mais se répandait en invectives anti-chrétiennes sur les réseaux sociaux. D'après Stephen Willeford, qui a pris à partie le meurtrier, lorsque son véhicule a été pris en chasse, il s'est d'abord dirigé vers la seconde église du village. Le tireur avait encore à bord une grande quantité de munitions, ce qui pourrait laisser penser qu'il avait l'intention d'y commettre un second massacre.
Dans toute l'histoire des États-Unis, cette fusillade est la plus meurtrière survenue dans une église, surpassant celle de l'église de Charleston en juin 2015. C'est aussi la plus meurtrière dans l'histoire récente du Texas, surpassant un massacre perpétré à l'université du Texas à Austin en 1966, quand un tireur, Charles Whitman, y avait tué quinze personnes et blessé trente et une autres.

## Polémique
Ce massacre, cinq semaines seulement après la tuerie de Las Vegas qui avait fait 58 morts et au moins 527 blessés le 1er octobre 2017, a relancé la polémique entre les partisans d'un contrôle plus strict de la vente des armes aux États-Unis, en particulier des fusils d'assaut, et les défenseurs du deuxième amendement de la Constitution américaine.  
L'un des éléments de la polémique fut le fait que le tueur ait pu se procurer un fusil semi-automatique par la voie légale alors qu'il n'avait pas le droit d'acheter d'armes en raison de son passé judiciaire ; en effet la loi fédérale interdit aux personnes renvoyées de l'armée pour les motifs les plus graves d'acheter ou de porter une arme à feu.  L'Armée de l'Air aurait dû signaler ce fait au FBI, ce qui n'a pas été fait en ce qui concerne Kelley. Mais d'après CNN, citant les autorités, Kelley avait acheté son fusil d'assaut en avril 2016 dans une armurerie de San Antonio. En signant les papiers lors de l'achat, il s'était bien gardé de signaler ses antécédents judiciaires en cochant la case attestant que son passé ne l'empêchait pas d'acquérir une arme. À l'inverse, les défenseurs du droit d'acquérir et de porter ce type d'armes font savoir que le voisin qui a interrompu le massacre, Stephen Willeford, était un ancien intructeur de la NRA, armé du même fusil semi-automatique AR-15 que le tueur,. 
Au moment des faits, le président américain Donald Trump était en visite d'État au Japon. Comme après la fusillade de Las Vegas début octobre, il a qualifié le drame de Sutherland Springs "d'acte diabolique". Il a déclaré le 6 novembre 2017, à l'occasion d'une conférence de presse commune avec le Premier ministre japonais Shinzo Abe à Tokyo, que la fusillade meurtrière de la veille au Texas ne posait pas la question de l'encadrement des armes mais celle de la santé mentale de son auteur. En effet, le tueur était connu pour des faits de violence qui lui avaient valu cour martiale, dégradation et renvoi de l'Armée de l'Air américaine. Il avait également été interné en hôpital psychiatrique en 2012.

## Théories du complot
Comme lors d'autres massacres de masse aux États-Unis, la fusillade de Sutherlands Springs a suscité des théories du complot dont l'objet est généralement de prétendre que le massacre n'a pas eu lieu, qu'il n'y a pas eu de victimes et que les parents de victimes sont des « acteurs de crise » rémunérés par le gouvernement qui aurait mis en scène l'événement pour justifier une législation plus restrictive sur le contrôle des armes. il arrive fréquemment que les survivants ou les proches des victimes soient harcelés par des complotistes. Ainsi le 5 mars 2018 la police arrête Robert Ussery et  Jodie Mann qui harcelaient le pasteur Frank Pomeroy en lui demandant notamment des preuves de la mort de sa fille. Ussery ayant menacé le pasteur de le pendre, il est inculpé de menaces terroristes alors que Mann est inculpée de violation de propriété privée.